# Josep Manuel Basáñez
Josep Manuel Basáñez i Villaluenga (Burgos, 6 de julio de 1942 - 10 de agosto de 2024) fue un político y empresario español. Fue diputado por CiU en las elecciones al Parlamento de Cataluña de 1988 y consejero de Economía y Finanzas de la Generalitat de Cataluña en 1987-1988.

## Biografía
Estudió el bachillerato en el Colegio de Indauchu en Bilbao y el Colegio de San Ignacio de Barcelona. Estudió ingeniería industrial y se doctoró por la Universidad Politécnica de Cataluña. Participó del escultismo en un grupo afiliado a la Delegación Diocesana de Escoutismo y fue dirigente escucha de Minyons Escoltes y Guies de Cataluña, y en Europa como vicepresidente del Comité Europeo del Movimiento Scout.